# Jacob Erik Holm
Jacob Erik Holm (10. april 1895 i København – 25. juni 1949 samme sted) var en dansk nazist, medlem af DNSAP. Han blev henrettet i København den 25. juni 1949.
Han blev premierløjtnant af fodfolket den 23. oktober 1918. Den 1. juli 1923 overgik han til reserven og begyndte at læse jura. Han blev cand.jur. den 25. januar 1925 og begyndte som sagførerfuldmægtig i Frederikssund. Den 11. september 1931 blev han advokat og sagfører i Roskilde. I 1938 blev han medlem af nazistpartiet DNSAP. I januar 1941 meldte han sig ud af partiet sammen med en del andre for at danne "Den Danske Front". Den 12. marts 1941 forlod han hæren.
Han var kaptajn i Schalburgkorpset fra december 1943 til den 1. marts 1945. Her fungerede han som adjudant for korpskommandøren Knud Børge Martinsen og som auditør i korpset. Hans begrundelse for indtrædelse i korpset var, at han ville hjælpe sin ven Martinsen, der var overbebyrdet med arbejde.
Den 6. januar 1944 udførte Holm drabet på en læge i Slagelse. Drabet var bestilt af ET-chefen Erik Spleth som hævn på drabet på en nazistisk fiskehandler. Med til Slagelse havde han Knud Børge Martinsens personlige oppasser, Knud Lossov, der ikke kunne udføre drabet.
Efter befrielsen blev Holm anholdt og fængslet. Den 14. november blev han i Københavns Byret dødsdømt. Dommen blev stadfæstet i Østre Landsret den 25. juni 1948 og stadfæstet i Højesteret den 1. april 1949. Henrettelsen blev udført den 25. juni 1949 kl. 01:30 i København. En halv time efter Knud Børge Martinsen.